# Национално знаме на Гвиана
Националното знаме на Гвиана представлява зелено платнище с изобразени червен върху жълт триъгълник с основа към носещата част. Червеният триъгълник е отделен с черен контур, а жълтият с бял. Отношението ширина към дължина е 3:5.
Цветовете имат следната символика: зеленият символизира горите и земеделието на страната, белият – реките и водите, златният – минералните богатства, черният – издръжливостта и червеният – стремежа и динамизма.
Знамето е прието през 1966 г. по проект на видния американски вексилолог Уитни Смит. В първоначалния си вариант флагът е бил без белия и черния контур, които са добавени по-късно по идея на великобританското хералдическо дружество (College of Arms).

## Знаме през годините
- (1875 – 1906)
- (1906 – 1955)
- (1955 – 1966)